# Cañada del Sauco
Cañada del Sauco är en ort i kommunen San José del Rincón i delstaten Mexiko i Mexiko. Samhället hade 273 invånare vid folkräkningen 2020.